# Iğdır
 Ovo je glavno značenje pojma Iğdır. Za druga značenja pogledajte Iğdır (pokrajina).
Iğdır (armenski: Իգդիր, azerbajdžanski: İğdır) s 75.927 stanovnika (procjena za 2007.) je glavni grad istoimene pokrajine na istoku zemlje.

## Demografija
| 2007. | 75.927 |
| 2000. | 59.900 |
| 1997. | 45.941 |
| 1990. | 35.858 |
| 1985. | 29.460 |
| 1980. | 24.352 |
| 1970. | 29.542 |
| 1960. | 14.670 |

## Šport
Poznati klubovi:
- Iğdırspor (nogomet)

## Pobratimljeni gradovi
Iğdır ima 2 pobratimljenih gradova. To su:
- Sharur, Azerbajdžan
- Shamakhi, Azerbajdžan

## Poznate osobe
- Avetis Aharonyan
- Drastamat Kanayan
- Servet Çetin

## Vanjske poveznice
- Službena internetska stranica grada Iğdır[neaktivna poveznica] (turski)
- Službena internetska stranica pokrajine Iğdır (turski, engleski)